# Top 100 Jaaroverzicht 2021 (Nederlandse Top 40)
Dit is een lijst van het top 100 jaaroverzicht van 2021 van de Nederlandse Top 40.
|     | Artiest                                          | Nummer                                 | Aantal Punten |
| --- | ------------------------------------------------ | -------------------------------------- | ------------- |
| 1   | Ed Sheeran                                       | Bad Habits                             | 814           |
| 2   | The Kid Laroi, Justin Bieber                     | Stay                                   | 755           |
| 3   | Snelle, Maan                                     | Blijven Slapen                         | 680           |
| 4   | Robin Schulz, Kiddo                              | All We Got                             | 616           |
| 5   | Suzan & Freek                                    | Goud                                   | 598           |
| 6   | Becky Hill, David Guetta                         | Remember                               | 590           |
| 7   | Joel Corry, Raye, David Guetta                   | Bed                                    | 565           |
| 8   | Afrojack, David Guetta                           | Hero                                   | 556           |
| 9   | Chef'Special                                     | Afraid of the Dark                     | 555           |
| 10  | OneRepublic                                      | Run                                    | 553           |
| 11  | Elton John, Dua Lipa, Pnau                       | Cold Heart - PNAU Remix                | 541           |
| 12  | Riton, Nightcrawlers, Mufasa & Hypeman           | Friday                                 | 539           |
| 13  | Kris Kross Amsterdam, Shaggy, Conor Maynard      | Early in the Morning                   | 534           |
| 14  | Tom Grennan                                      | Little Bit of Love                     | 533           |
| 15  | Farruko                                          | Pepas                                  | 531           |
| 16  | Lil Nas X                                        | Montero (Call Me by Your Name)         | 527           |
| 17  | Nathan Evans, 220 KID, Billen Ted                | Wellerman (220 KID x Billen Ted Remix) | 525           |
| 18  | Tiësto                                           | The Business                           | 516           |
| 19  | The Kid Laroi                                    | Without You                            | 515           |
| 20  | Jason Derülo, Nuka                               | Love Not War (The Tampa Beat)          | 514           |
| 21  | Olivia Rodrigo                                   | Good 4 U                               | 509           |
| 22  | Marshmello, Jonas Brothers                       | Leave Before You Love Me               | 502           |
| 23  | Lost Frequencies, Calum Scott                    | Where Are You Now                      | 500           |
| 24  | Ed Sheeran                                       | Shivers                                | 496           |
| 25  | ATB, Topic, A7S                                  | Your Love (9PM)                        | 489           |
| 26  | Sia, David Guetta                                | Floating Through Space                 | 487           |
| 27  | P!nk, Willow Sage Hart                           | Cover Me in Sunshine                   | 482           |
| 28  | Dua Lipa                                         | Love Again                             | 477           |
| 29  | Glass Animals                                    | Heat Waves                             | 475           |
| 30  | Jaap Reesema, Pommelien Thijs                    | Nu wij niet meer praten                | 474           |
| 31  | Lost Frequencies                                 | Rise                                   | 468           |
| 32  | Martin Garrix, Bono, The Edge                    | We Are the People                      | 464           |
| 33  | Olivia Rodrigo                                   | Drivers License                        | 457           |
| 34  | Imagine Dragons                                  | Follow You                             | 457           |
| 35  | Shouse                                           | Love Tonight                           | 435           |
| 36  | Ofenbach, Lagique                                | Wasted Love                            | 430           |
| 37  | Purple Disco Machine, Sophie and the Giants      | Hypnotized                             | 425           |
| 38  | Justin Bieber                                    | Anyone                                 | 420           |
| 39  | Meduza, Dermot Kennedy                           | Paradise                               | 414           |
| 40  | Rondé                                            | Hard to Say Goodbye                    | 411           |
| 41  | Ed Sheeran                                       | Afterglow                              | 410           |
| 42  | Adele                                            | Easy on Me                             | 397           |
| 43  | John Mayer                                       | Last Train Home                        | 395           |
| 44  | Justin Wellington, Small Jam                     | Iko Iko (My Bestie)                    | 393           |
| 45  | Calvin Harris, Tom Grennan                       | By Your Side                           | 389           |
| 46  | Dua Lipa                                         | We're Good                             | 386           |
| 47  | Thomas Acda, Paul de Munnik, Maan, Typhoon       | Als ik je weer zie                     | 375           |
| 48  | Justin Bieber, Daniel Caesar, Giveon             | Peaches                                | 366           |
| 49  | The Weeknd                                       | Take My Breath                         | 366           |
| 50  | Kungs                                            | Never Going Home                       | 358           |
| 51  | Lil Nas X                                        | Thats What I Want                      | 358           |
| 52  | Coldplay                                         | Higher Power                           | 357           |
| 53  | Coldplay, BTS                                    | My Universe                            | 350           |
| 54  | Majestic, Boney M.                               | Rasputin                               | 328           |
| 55  | Armin van Buuren, Davina Michelle                | Hold On                                | 325           |
| 56  | Flemming                                         | Amsterdam                              | 307           |
| 57  | Gabry Ponte, LUM!X, Prezioso                     | Thunder                                | 300           |
| 58  | Camila Cabello                                   | Don't Go Yet                           | 300           |
| 59  | Mart Hoogkamer                                   | Ik ga zwemmen                          | 297           |
| 60  | Miss Montreal                                    | Door de wind                           | 285           |
| 61  | Doja Cat, SZA                                    | Kiss Me More                           | 283           |
| 62  | Tate McRae                                       | You Broke Me First                     | 277           |
| 63  | Suzan & Freek                                    | Onderweg naar later                    | 266           |
| 64  | Silk Sonic                                       | Leave the Door Open                    | 261           |
| 65  | Donnie, René Froger                              | Bon gepakt                             | 260           |
| 66  | Galantis, David Guetta, Little Mix               | Heartbreak Anthem                      | 260           |
| 67  | Shane Codd                                       | Get Out of My Head                     | 253           |
| 68  | Maluma, The Weeknd                               | Hawái - Remix                          | 246           |
| 69  | Swedish House Mafia, The Weeknd                  | Moth to a Flame                        | 244           |
| 70  | Acraze                                           | Do It to It                            | 237           |
| 71  | Tim Dawn                                         | To Love Somebody                       | 237           |
| 72  | Rolf Sanchez                                     | Ven ven                                | 234           |
| 73  | Ava Max                                          | Who's Laughing Now                     | 229           |
| 74  | Enrique Iglesias, Farruko                        | Me Pasé                                | 225           |
| 75  | Justin Bieber                                    | Hold On                                | 224           |
| 76  | Davina Michelle                                  | Sweet Water                            | 219           |
| 77  | Tiësto, Karol G                                  | Don't Be Shy                           | 214           |
| 78  | David Guetta, Sia                                | Let's Love                             | 210           |
| 79  | Ofenbach, Ella Henderson                         | Hurricane                              | 209           |
| 80  | Donnie, Frans Duijts                             | Frans Duits                            | 204           |
| 81  | Regard, Troye Sivan, Tate McRae                  | You                                    | 203           |
| 82  | Joel Corry, MNEK                                 | Head & Heart                           | 200           |
| 83  | Miley Cyrus, Dua Lipa                            | Prisoner                               | 200           |
| 84  | $hirak, Ronnie Flex, Yssi SB, Lil' Kleine        | Uhuh                                   | 200           |
| 85  | HVME                                             | Goosebumps                             | 198           |
| 86  | Meau                                             | Dat heb jij gedaan                     | 190           |
| 87  | Tungevaag, Sick Individuals, MARF                | Miss You                               | 187           |
| 88  | Snelle, Ronnie Flex                              | In de schuur                           | 182           |
| 89  | Måneskin                                         | Beggin'                                | 178           |
| 90  | Rain Radio, DJ Craig Gorman                      | Talk About                             | 177           |
| 91  | Ronnie Flex, Emma Heesters, Kris Kross Amsterdam | Alles wat ik mis                       | 176           |
| 92  | Ofenbach, Quarterhead, Norma Jean Martine        | Head Shoulders Knees & Toes            | 168           |
| 93  | Jason Derülo                                     | Acapulco                               | 166           |
| 94  | Justin Bieber                                    | Ghost                                  | 165           |
| 95  | Bilal Wahib, Ronnie Flex                         | 501                                    | 164           |
| 96  | Jason Derülo, Adam Levine                        | Lifestyle                              | 155           |
| 97  | Masked Wolf                                      | Astronaut in the Ocean                 | 151           |
| 98  | Imanbek, Sean Paul, Sofía Reyes                  | Dancing on Dangerous                   | 146           |
| 99  | Miley Cyrus                                      | Angels Like You                        | 144           |
| 100 | Tiësto, Ava Max                                  | The Motto                              | 143           |